# Prądy (województwo opolskie)
Prądy (niem. Brande) – wieś w Polsce położona w województwie opolskim, w powiecie opolskim, w gminie Dąbrowa.
Od 1950 miejscowość należy administracyjnie do województwa opolskiego.
W pobliżu wsi znajduje się zjazd z DK46 na autostradę A4.

## Historia
Od końca XVIII w. wies posiadała własna pieczęć gminną, na ktorej wizerunku przedstawiono drzewo o długim pniu i piętrowo położonych, poziomych konarach.